# Pleocnemia intermedia
Pleocnemia intermedia är en ormbunkeart som beskrevs av Holtt. Pleocnemia intermedia ingår i släktet Pleocnemia och familjen Tectariaceae. Inga underarter finns listade.